# Spoorlijn St Erth - St Ives

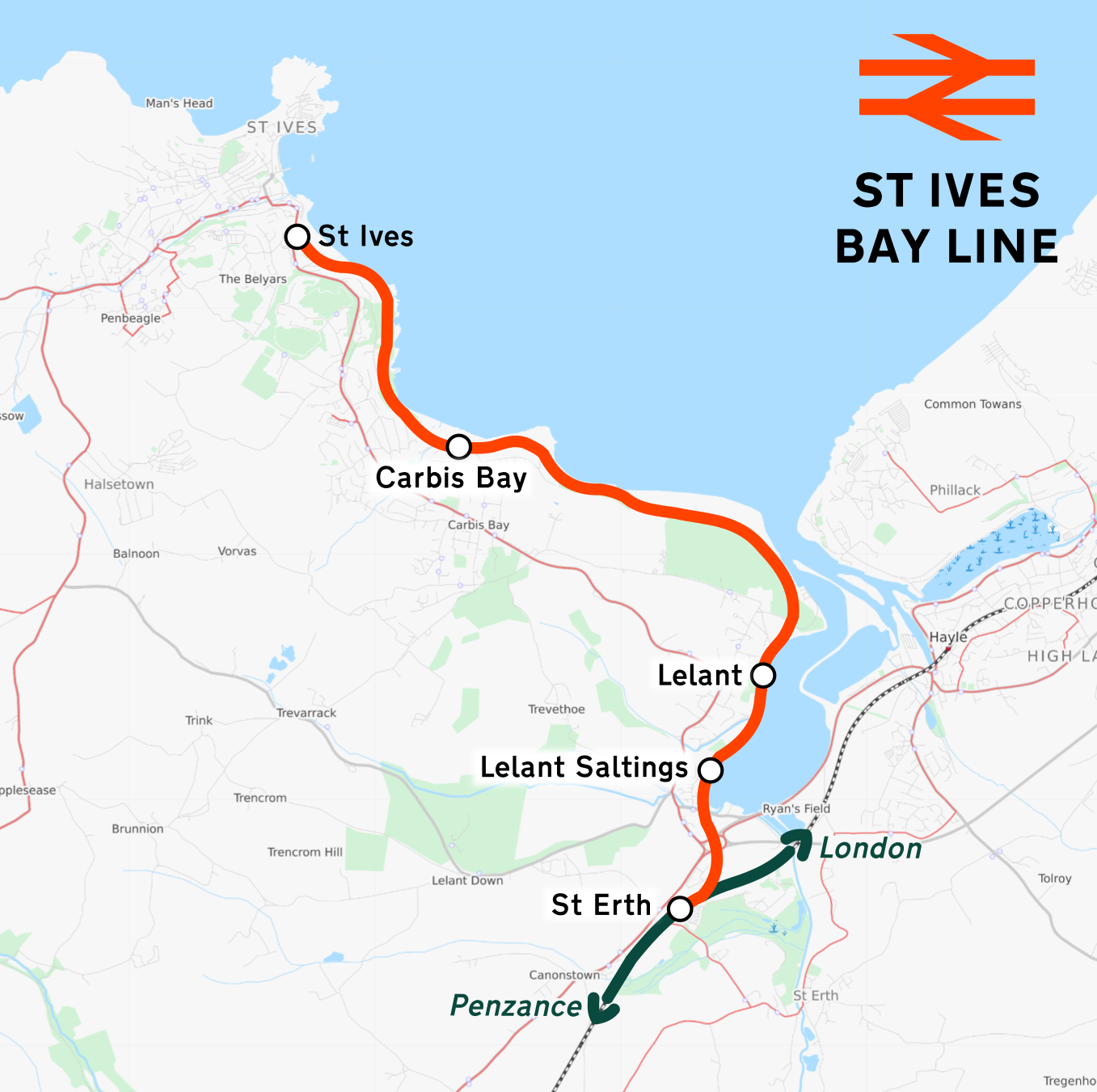
Spoorlijn St Erth - St Ives

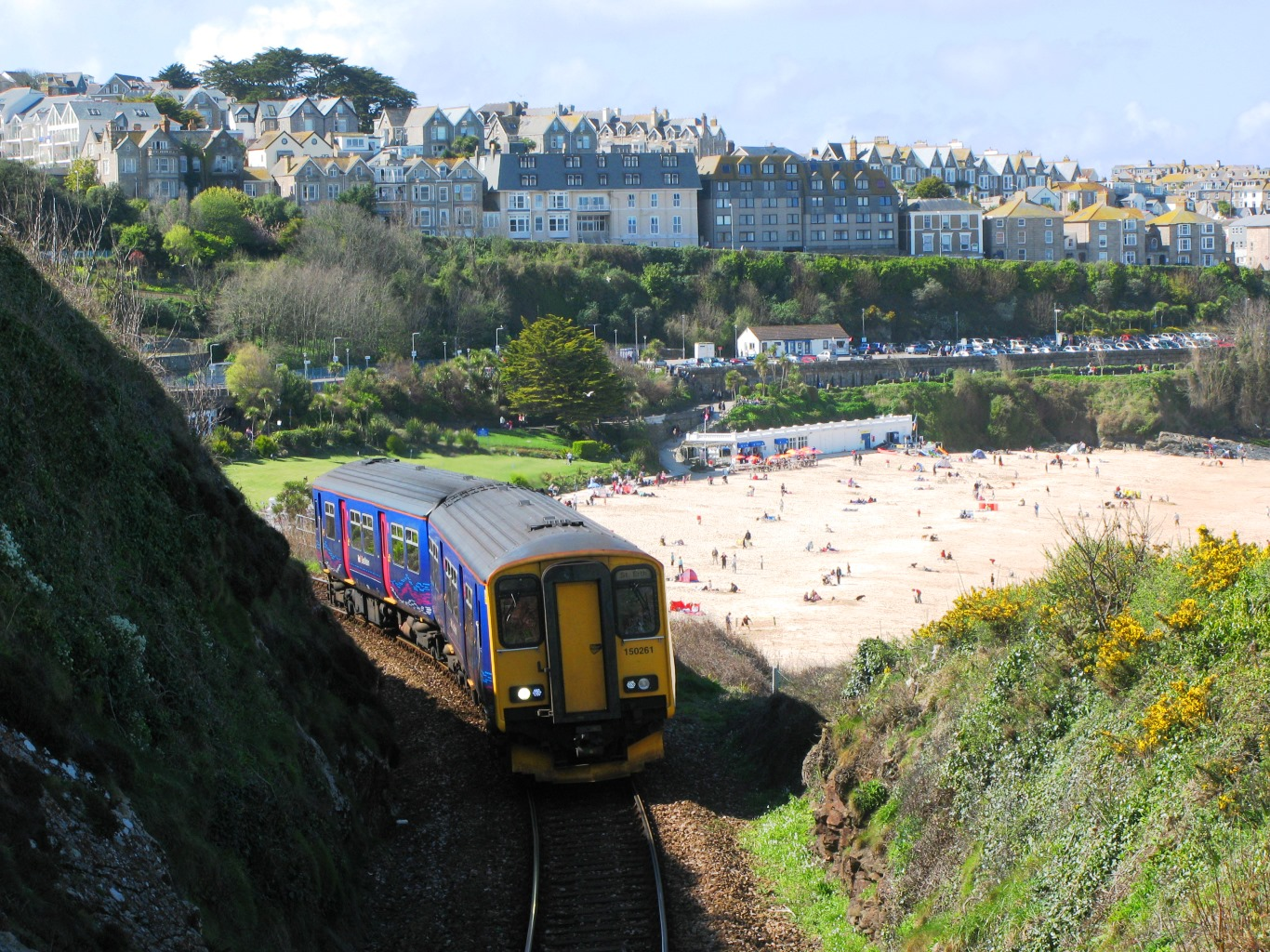
St. Ives

De spoorlijn St Erth - St Ives of St Ives Bay Line is een spoorlijn van ongeveer 8 kilometer lang die het in het Engelse Cornwall gelegen St. Erth, aan de hoofdlijn van Plymouth naar Penzance, met St. Ives verbindt. Er zijn drie tussenstations: Lelant Saltings, Lelant en Carbis Bay.
De spoorlijn werd geopend in 1877 en is enkelsporig. Tegenwoordig wordt de lijn geëxploiteerd door First Great Western. De spoorlijn sluit in St Erth aan op de Cornish Main Line en biedt het grootste deel van de dag een halfuurdienst. In de zomer wordt met gekoppelde dieseltweewagenstellen gereden en in de winter met een los stel. Men kan volstaan met één trein en de rijtijd bedraagt ongeveer 13 minuten. Meestal wordt het ene halfuur als sneltrein gereden, zonder te stoppen op de tussengelegen stations, en het andere half uur als stoptrein. Eén trein rijdt in de ochtend vanaf St Erth door naar Penzance.